# L-idonato 5-deidrogenasi
La L-idonato 5-deidrogenasi è un enzima appartenente alla classe delle ossidoreduttasi, che catalizza la seguente reazione:
L-idonato + NAD(P)+ ⇄ 5-deidrogluconato + NAD(P)H + H+
L'enzima di Escherichia coli non è in grado di ossidare il D-gluconato a formare 5-deidrogluconato, una reazione catalizzata invece dalla gluconato 5-deidrogenasi.